# Goniagnathus algiricus
Goniagnathus algiricus är en insektsart som beskrevs av Bergevin 1920. Goniagnathus algiricus ingår i släktet Goniagnathus och familjen dvärgstritar. Inga underarter finns listade i Catalogue of Life.